# آهنگران (بهبهان)
آهنگران (بهبهان)، روستایی از توابع بخش تشان شهرستان بهبهان در استان خوزستان ایران است.
روستا دارای جاذبه گردشگری  ازجمله نخلستان ها وباغات و رودخانه زیبای که از بالادست روستا در جریان است.
مردم روستا لرتبار و از ایل بهمئی می‌باشند. 

## جمعیت
این روستا در دهستان تشان شرقی قرار دارد و براساس سرشماری مرکز آمار ایران در سال ۱۳۸۵، جمعیت آن ۱۵۹ نفر (۳۵خانوار) بوده‌است.